# Roncobisium leclerci
Roncobisium leclerci är en spindeldjursart som beskrevs av Jacqueline Heurtault 1979. Roncobisium leclerci ingår i släktet Roncobisium och familjen helplåtklokrypare. Inga underarter finns listade i Catalogue of Life.